# Pray (DEENのアルバム)
『pray』（プレイ）はDEENの5枚目のオリジナル・アルバム。「DEEN's AOR」をテーマに作品づくりが進められた。前作「'need love」では、全楽曲メンバーによる作曲であったが、今作品では多くの楽曲提供を受けている。そこには「和音～Songs for children～」で様々なアーティストとコラボレーションする中で多くの刺激を受け、さらに新たな可能性を見出そうとするバンドの前向きな姿勢が影響している。

## 楽曲について
1. Birthday eve 〜誰よりも早い愛の歌〜
2. We can change the world
3. Tears on Earth
作曲の入日はライブでコーラスとして帯同している関係から、楽曲提供を受けた。なお入日も自身のアルバムでセルフカバーしている。
4. Break it!
5. Bridge 〜愛の言葉 愛の力〜 ＜Boogie woogie Style＞
6. Christmas time ＜a capella＞

## 収録内容
| 全作詞: 池森秀一。 |                                                            |           |              |                     |      |
| #                  | タイトル                                                   | 作詞      | 作曲         | 編曲                | 時間 |
| 1.                 | 「magic」                                                  | 池森秀一  | 山根公路     | DEEN                | 4:08 |
| 2.                 | 「Birthday eve 〜誰よりも早い愛の歌〜」                    | 池森秀一  | 山根公路     | DEEN、時乗浩一郎    | 5:24 |
| 3.                 | 「i...」                                                   | 池森秀一  | 土田則之     | DEEN、大平勉        | 4:13 |
| 4.                 | 「空もハレルヤ」                                           | 池森秀一  | 池森秀一     | DEEN、時乗浩一郎    | 4:13 |
| 5.                 | 「We can change the world」                                | 池森秀一  | 田川伸治     | DEEN                | 3:54 |
| 6.                 | 「Call your name」                                         | 池森秀一  | 鈴木寛之     | DEEN、鈴木寛之      | 5:14 |
| 7.                 | 「I say to my love」                                       | 池森秀一  | 時乗浩一郎   | DEEN、時乗浩一郎    | 4:22 |
| 8.                 | 「Take your hands」                                        | 池森秀一  | 鈴木寛之     | DEEN                | 4:36 |
| 9.                 | 「Tears on Earth」                                         | 池森秀一  | 入日茜       | DEEN                | 5:07 |
| 10.                | 「Break it!」                                              | 池森秀一  | 池森秀一     | DEEN、時乗浩一郎    | 4:38 |
| 11.                | 「Bridge 〜愛の言葉 愛の力〜 ＜Boogie woogie Style＞」     | 池森秀一  | Kim-Hyungsuk | DEEN & Kim-Hyungsuk | 3:11 |
| 12.                | 「もみの木の下で・・・」                                   | 池森秀一  | 伊澤ビンゴウ | DEEN                | 4:05 |
| 13.                | 「Christmas time ＜a capella＞」(初回盤のみ / Bonus Track) | 池森秀一  | 山根公路     |                     | 2:35 |
| 合計時間:          | 合計時間:                                                  | 合計時間: | 合計時間:    | 55:40               |      |

## 参加ミュージシャン

### DEEN
池森秀一：Vocal, Background Vocal, Blues Harp
山根公路：Keybords, Background Vocal
田川伸治：E.Guitar, A.Guitar, Background Vocal＆Percussion

### サポート
沼澤尚, HIDE(can/goo)：Drums　他

## 関連事項
- BMGファンハウス
- BERG レーベル
- ビーイング